# Kalligramma jurarchegonium
Kalligramma jurarchegonium là một loài côn trùng trong họ Kalligrammatidae thuộc bộ Neuroptera. Loài này được J. Zhang & H. Zhang miêu tả năm 2003.